# Захарія Михайло Іванович
Михайло Іванович Захарія (14 жовтня 1987, Молдова) – музикант-цимбаліст, переможець українських та міжнародних конкурсів, лауреат українських та міжнародних премій, Почесний громадянин міста Долина

## Життєпис
Народився 14 жовтня 1987 року в Молдові у сім'ї музикантів. Одразу після народження батьки переїхали до міста Долина, Івано-Франківської області, де обоє отримали посади викладачів у місцевій музичній школі. 
Почав навчатися грі на цимбалах у віці 2-х років, у 3 роки був прийнятий до Долинської музичної школи в клас свого батька Івана Захарії. В 4 роки дав свій перший сольний концерт в Долині. В 5 років стає солістом оркестру народної музики «Ґердан» Долинської музичної школи під керівництвом Івана Захарії.
У 14 років став наймолодшим членом Світової асоціації цимбалістів та студентом консерваторії в місті Банська Бистриця в Словаччині.
У 2004 році вступає на заочне відділення інституту мистецтв (кафедра «Музичне мистецтво») Прикарпатського Національного університету імені В. Стефаника до класу цимбали. 
У 2005 році виступає як соліст симфонічного оркестру Словацької консерваторії. В 2006 давав майстер-класи у вищих музичних закладах Китаю. Виступав солістом симфонічного оркестру Будапештської опери та Братиславського оркестру «55 найкращих музикантів Словаччини». 
У вересні 2007 року йому присвоєно звання «Почесний громадянин м. Долини».
2009 року закінчив навчання у Прикарпатському Національному університету імені В. Стефаника. Цього ж року одружився із словацькою піаністкою Даною Демеовою.
Працює викладачем консерваторії ім. Йозефа Адамовича в Кошице, Словаччина.

### Участь у музичних колективах
- Світовий молодіжний оркестр Кодаль/Барток («World Youth Symphony Orchestra Kodály / Bartók»), Угорщина
- Оркестр філармонії міста Дебрецен («Debrecerchestran Philharmonic»), Угорщина
- Оркестр філармонії штату Керетаро («Orquesta Filarmónica del Estado de Querétaro»), Мексика
- Симфонічний оркестр Словацького радіо.

### Нагороди
- 1992, 1-ша премія, Обласний конкурс «Юні віртуози», Івано-Франківськ.
- 1993, Лауреат ІV Міжнародного Гуцульського фестивалю.
- 1994, Гран-прі обласного конкурсу виконавців на народних інструментах, Івано-Франківськ.
- 1996, Лауреат-стипендіат Всеукраїнського конкурсу «Нові імена України», м. Київ.
- 1997, Лауреат обласної премії ім. В. Стефаника, Івано-Франківськ.
- 2000, Лауреат фестивалю «Кобзареві струни», Івано-Франківськ.
- 2000, перша премія фестивалю «Біля Чорного моря», Ялта.
- 2001, Лауреат Міжнародного конкурсу «Срібний дзвін», м. Ужгород.
- 2004, 1-е місце, 2006, 3-місце, Міжнародний конкурс цимбалістів, молодих виконавців ім. Євгенія Кока, Кишинів, Молдова
- 2005, 1-е місце, 2007, 1-е місце, Міжнародний конкурс цимбалістів, Валашке Мезиржичі, Чехія
- 2007, Приз журі, Міжнародний конкурс цимбалістів ім. І. Жиновича, Білорусь
- 2012, 1-е місце, Міжнародний конкурс «Concorso Internazionale di Esecuzione Musicale Giovani Musicisti», м. Тревізо, Італія
- 2015, 1-е місце, Міжнародний інтернет-конкурс музичних виконавців, Сербія
- 2020, 1-е місце, Міжнародний конкурс цимбалістів (BMC International cimbalom competition), Угорщина

### Дискографія
- «MYKHAYLO ZAKHARIYA/МИХАЙЛО ЗАХАРІЯ» CD1 і CD2
- «Dana, Mykhaylo Zakhariya (Musical mosaic)»
- «Mykhaylo Zakhariya (CimbalArt)»
- «Mykhaylo Zakhariya (Virtuozitati)»